# FX (Polska)
FX – kanał telewizyjny, emitujący amerykańskie seriale produkowane przez wytwórnie z Hollywood m.in. przez 20th Television.

## Historia
Kanał wystartował 6 listopada 2010 o godzinie 20:00 jako FOX. Według zapowiedzi kanał pojawił się w dwóch wersjach SDTV i HDTV, jednak wersja SD pojawiła się dopiero 13 grudnia 2010 roku w lokalnej sieci kablowej z Grudziądza, TVK SM. Pierwszymi operatorami oferującymi Fox HD zostali Cyfrowy Polsat oraz n. Sloganem stacji został „Fox. Bo chcesz więcej”. Od 24 stycznia 2011 kanał w wersji SD dostępny jest na platformie Cyfrowy Polsat, na pozycji 47. 19 marca 2017 wersja SD została usunięta z nc+ i Orange TV, pozostając w ofercie Cyfrowego Polsatu, sieci kablowych i IPTV. 29 czerwca 2023 roku ogłoszono zmianę nazwy stacji na FX, do której doszło 7 listopada tego samego roku.

## Oglądalność
W grudniu 2011 oglądalność kanału Fox mierzona wskaźnikiem SHR (procent widzów) wynosił 0,05 proc., zaś w grudniu 2012 – 0,08 proc.
W styczniu 2016 roku, w trakcie premierowych pokazów sześcioodcinkowego miniserialu Z archiwum X, stacja kilkukrotnie pobijała swoje rekordy oglądalności. Premierę pierwszego odcinka, dnia 25 stycznia 2016, obejrzało 74 tysiące widzów, ustanawiając dla stacji rekordowy udział w rynku i poprawiając jej dotychczasowy najlepszy wynik o 580%. Tym samym Fox Polska była tego dnia liderem wśród kanałów emitujących seriale zagraniczne. Premierę odcinka drugiego obejrzało 147 tysięcy osób, co stanowi 2,66% ogółu, pobijając kolejny rekord oglądalności i udział w rynku. Odcinek trzeci natomiast obejrzało ponad 174,5 tysięcy widzów.

## Kanały nadawane przez Fox International Channels Poland
- FX Polska / FX HD
- FX Comedy / FX Comedy HD
- Fox Life / Fox Life HD
- National Geographic Channel / National Geographic Channel HD
- Nat Geo Wild / Nat Geo Wild HD
- Baby TV / Baby TV HD